# Гребнев, Григорий Никитич
Григо́рий Ники́тич Гребнев (настоящая фамилия Грибоно́сов, 5 (18) января 1902 — 30 марта 1960) — советский писатель и журналист, репортёр, автор научно-фантастических и приключенческих произведений.

## Биография
Родился в Одессе, с 14 лет начал работать, воевал на фронтах Гражданской войны, работал репортёром газет «Гудок», «Комсомольская правда», «Крестьянская газета». Участник Великой Отечественной войны.
Сын — Григорий Грибоносов-Гребнев (1950 года рождения), прозаик.

## Творчество
Литературную деятельность начал в 1930 году.
Как писатель-фантаст является ярким представителем довоенной советской приключенческо-познавательной научной фантастики. В своём фантастическом рассказе «Невредимка» (1939) (позднее переработанном в повесть «Южное сияние»)  описывает изобретение «глубинного энергетического скафандра», отбрасывающего любое соприкоснувшееся с ним тело. Одно из самых известных произведений Гребнева — фантастический роман «Арктания. (Летающая станция)» (1937; 1938; в переработанном виде — 1955, «Тайна подводной скалы»). Сюжет романа, на который автора вдохновил дрейф первой советской полярной станции Северный полюс-1, построен вокруг огромного дирижабля — научной станции, «подвешенной» над Северным полюсом — и повествует о противодействии поджигателям войны из тайной и могущественной организации «крестовиков» (прообраз германских нацистов), мечтающим использовать Арктику как плацдарм для нападения на СССР.
Известна также приключенческая повесть Гребнева «Пропавшее сокровище» о поисках библиотеки Ивана Грозного.
Работал как сценарист, написал сценарий к фильму «Белый пудель».
В послевоенные годы писатель не успел закончить повесть «Мир иной», посвящённую контакту с высокоразвитой внеземной цивилизацией. Повесть была отредактирована (фактически — написана по черновикам покойного автора) А. Стругацким и вышла в одном томе с «Пропавшим сокровищем» в серии «Библиотека Приключений и Научной Фантастики» в 1961 году.
Оставил воспоминания об Исааке Бабеле.

## Произведения

### Книги
- Гребнев Г. Арктания: (Летающая станция): Фантаст. роман 26 300. — М.—Л.: Детиздат, 1938. — 208 с. — 25 300 экз.
- Гребнев Г. Тайна подводной скалы. Научно-фантастические повести. — Вологда: Областная книжная редакция, 1955. — 238 с. — 30 000 экз.
- Гребнев Г. Невидимый свет:С б. науч.-фантаст. и приключен. рассказов / Сост. и авт. предисл. Б.Ляпунов. — М.: Молодая гвардия, 1959. — 192 с. — 165 000 экз.
- Гребнев Г. Пропавшее сокровище. Мир иной. Повести. — М.: Детская литература, 1961. — 256 с. — 215 000 экз.
- Гребнев Г. Арктания. Пропавшее сокровище. — М.: Правда, 1991. — 352 с. — 50 000 экз.
- Гребнев Г. Тайна подводной скалы. Фантаст. повесть. — М.: Ad Marginem Press, 2003. — 219 с. — 5000 экз. — ISBN 5933210617.
- Гребнев Г. Пропавшее сокровище Приключен. повест. — М.: Ad Marginem Press, 2003. — 222 с. — 5000 экз. — ISBN 5933210765.

### Публикации в периодике
- Гребнев Г. Летающая станция: Фантастический роман-хроника // Пионер. — 1937. — № 10-12.
- Гребнев Г. Невредимка // Вокруг света. — 1939. — № 3. — С. 7-10.
- Гребнев Г. Пятьдесят смертей генерала Мерка: Рассказ // Огонёк. — 1946. — № 13. — С. 25-26.
- Гребнев Г. Невредимка // Искатель. — 1962. — № 1. — С. 141-151.
- Гребнев Г. Летающая станция:[Отр. из романа “Арктания”] // Уральский следопыт. — 1975. — № 4. — С. 53.